# Stikstofmetingen in Nederland

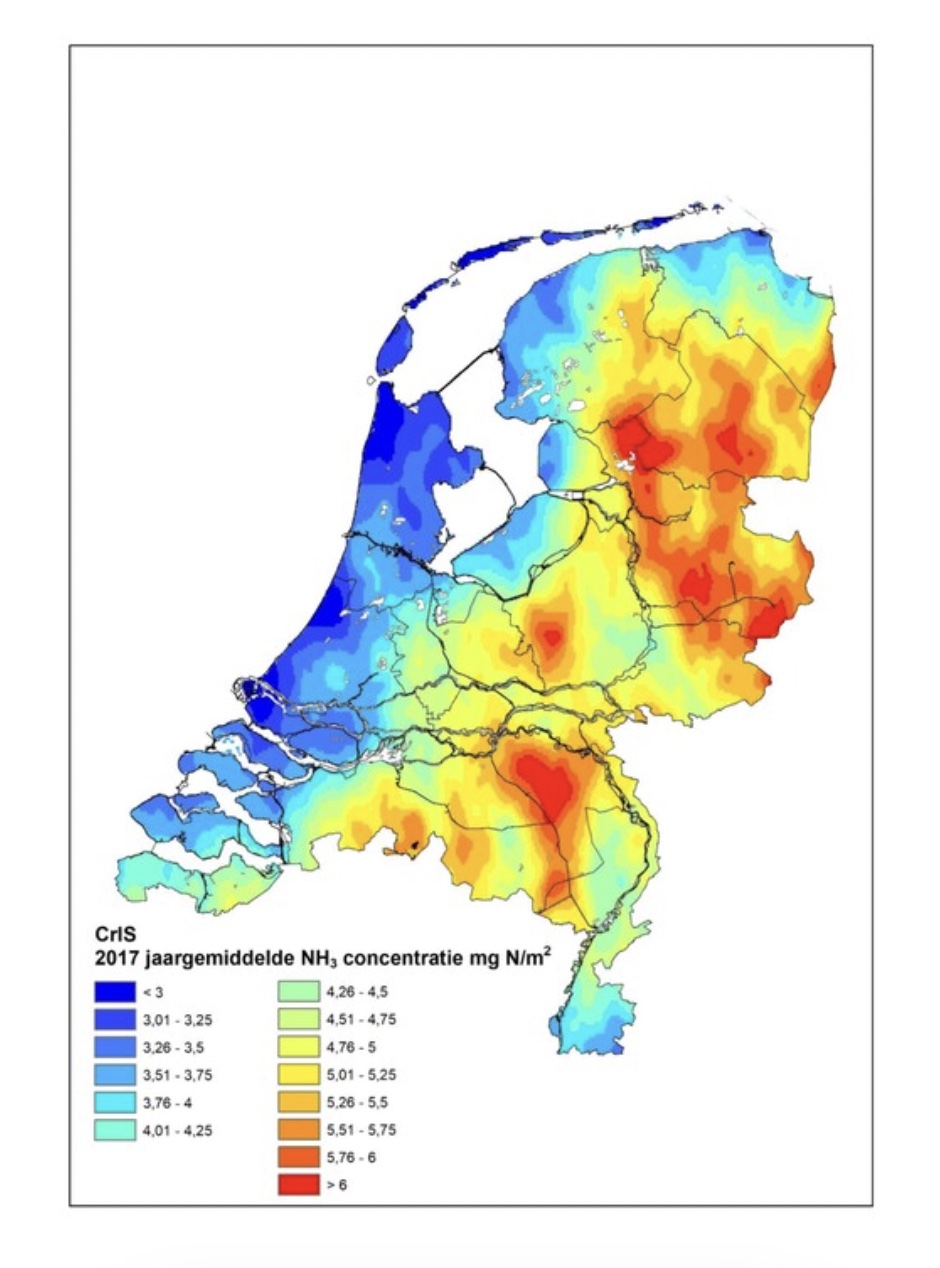
Jaargemiddelde Ammoniak in de lucht in 2017 gemeten door CrIS-satellietinstrument

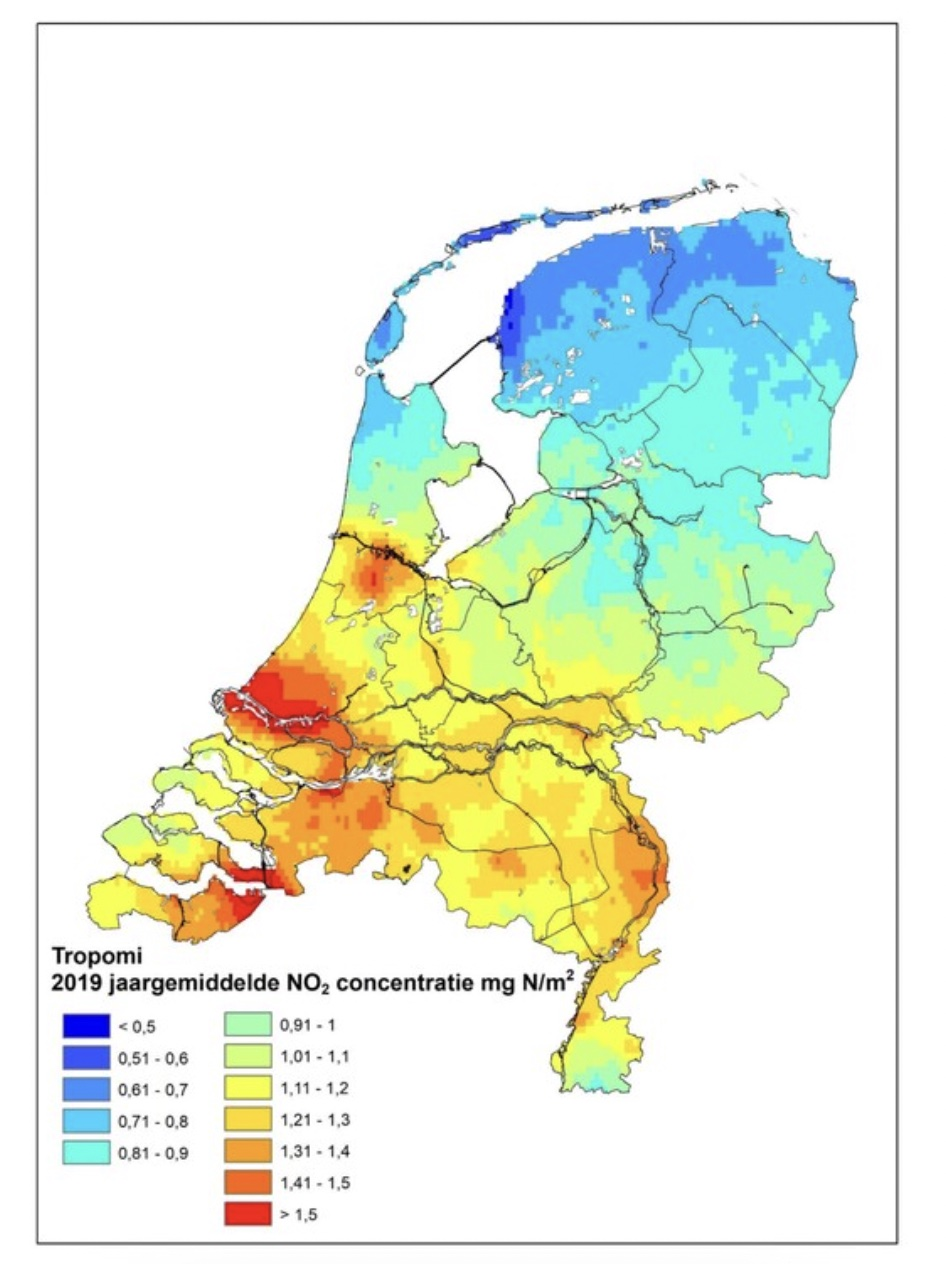
Jaargemiddelde Stikstofdioxide in 2019 gemeten door het TROPOMI-satellietinstrument

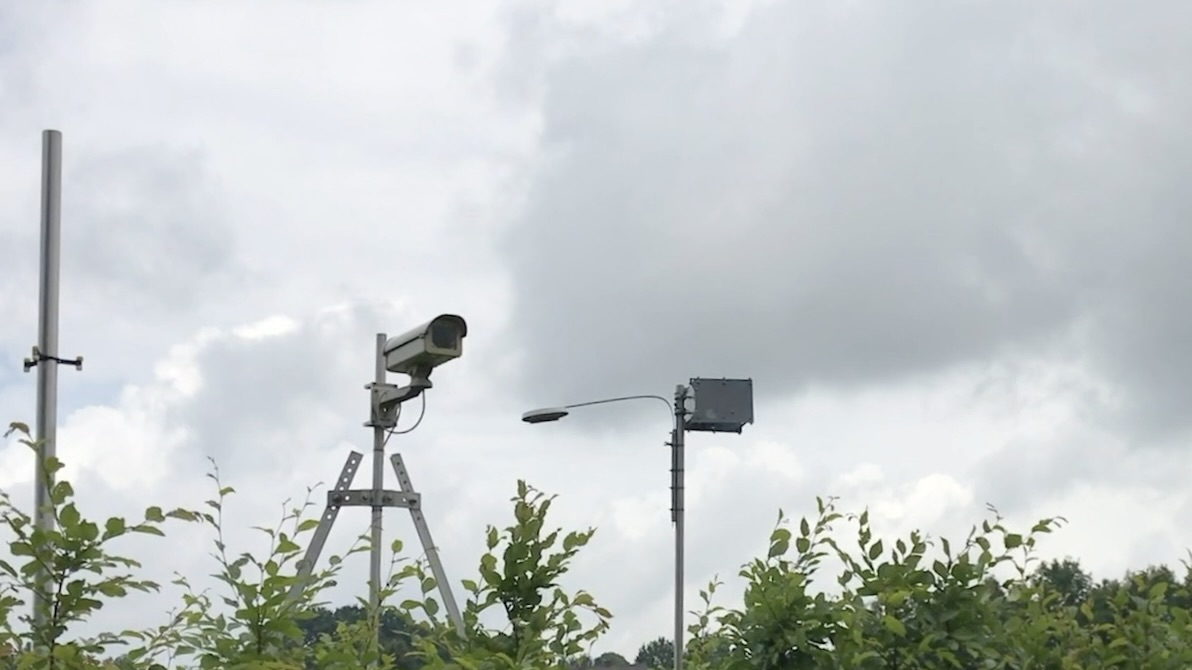
Stikstofmetingen met behulp van differentiële optische absorptiespectroscopie.

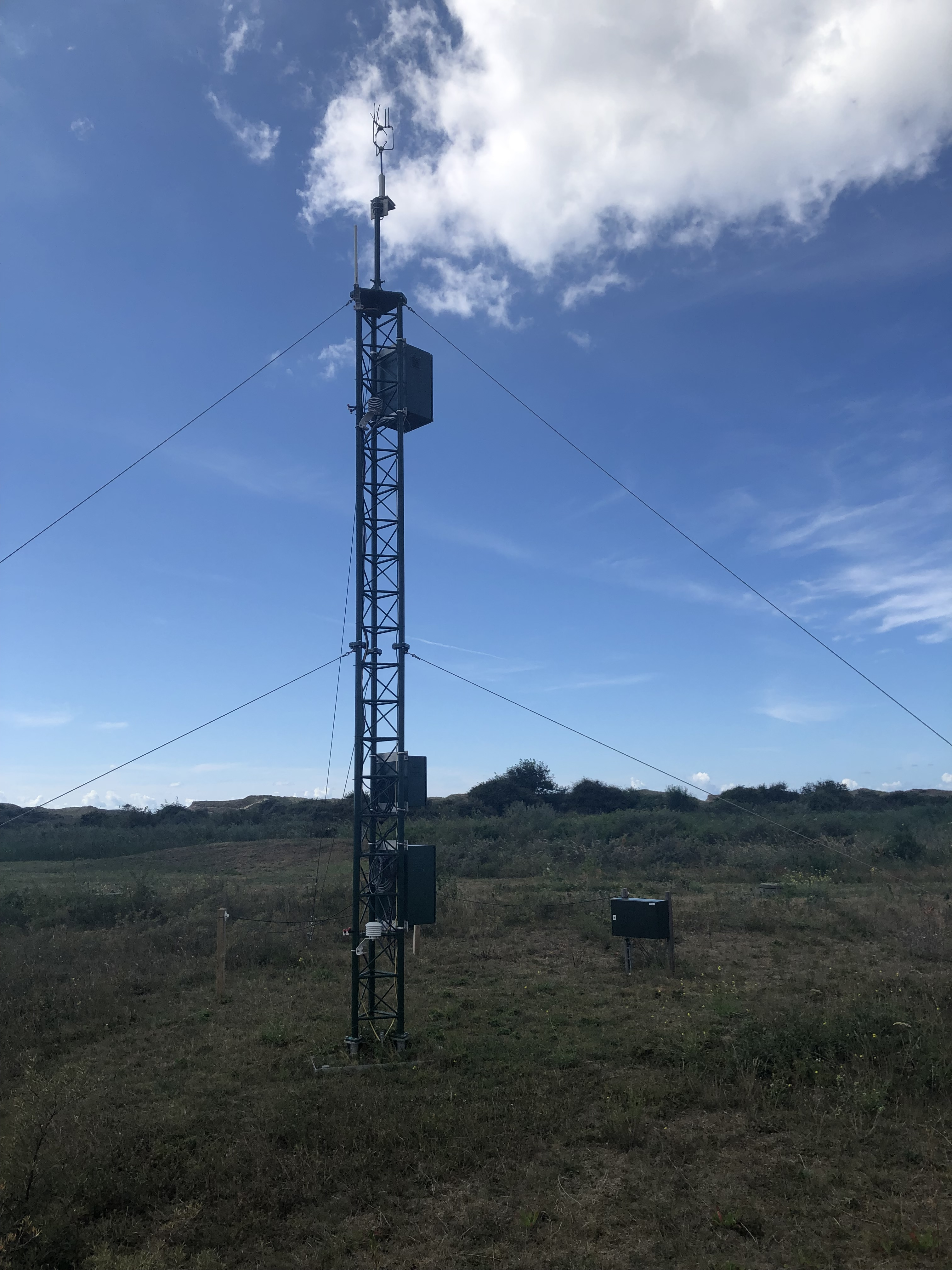
Meetmast bij Heemskerk met een meetpunt bij de grond en op zes meter hoogte om via de COTAG-methode de droge depositie van ammoniak te meten.

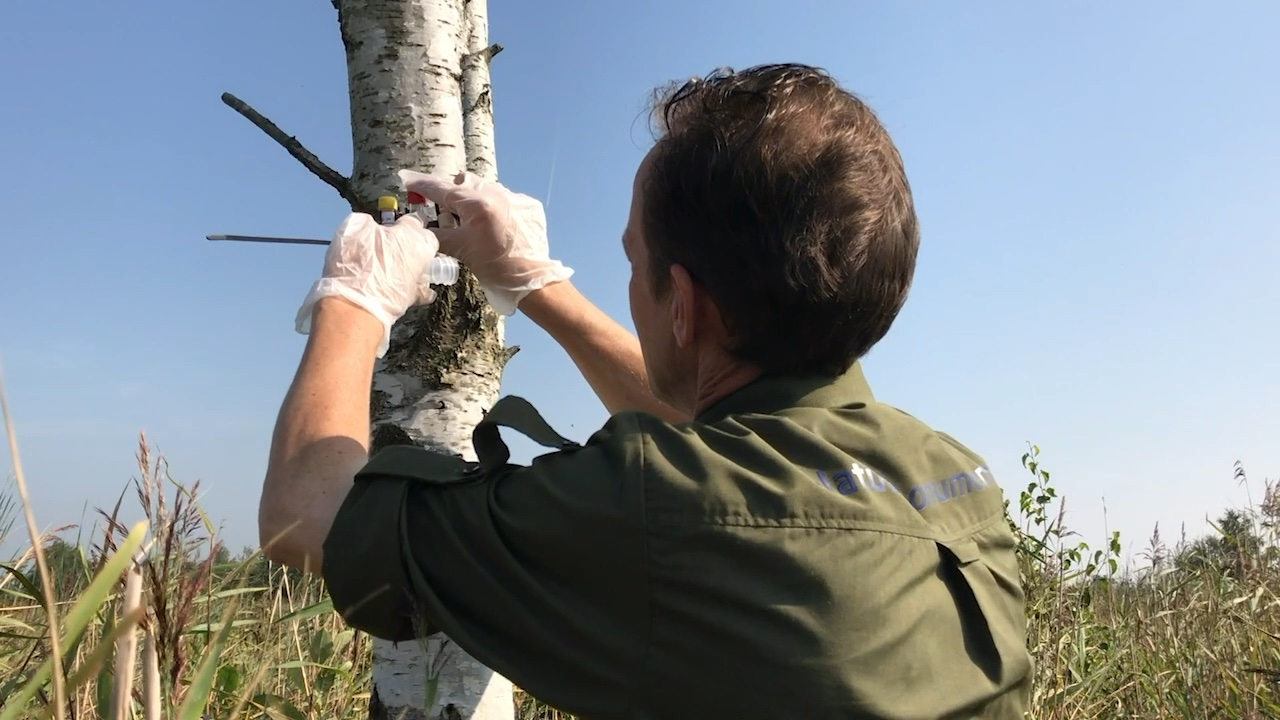
Samplers die maandelijks worden geplaatst in 80 natuurgebieden voor het Meetnetwerk Ammoniak Natuurgebieden.

In Nederland worden op verschillende manieren metingen uitgevoerd van reactieve stikstof in lucht en bodem ten behoeve van de stikstofproblematiek. Als het gaat over het neerslaan van stikstof in de natuur in Nederland zijn er twee gassen in de atmosfeer belangrijk: stikstofdioxide ({\displaystyle {\ce {NO2}}}) en ammoniak ({\displaystyle {\ce {NH3}}}). 

## Luchtmetingen
Het Landelijk Meetnet Luchtkwaliteit (LML) meet op zes locaties de luchtconcentratie van ammoniak, en op 46 locaties die van stikstofoxides. De luchtconcentratie van ammoniak wordt gemeten met een optisch DOAS-systeem. Op 8 locaties zijn meetapparatuur om de natte depositie van ammoniak (in regenwater is dat als ammonium) en stikstofoxides (in regenwater is dat als nitraat) te meten.
De concentratie van ammoniak en stikstofdioxide in Natura 2000-natuurgebieden wordt sinds 2004 gemonitord via het Meetnetwerk Ammoniak Natuurgebieden (MAN). Ammoniak werd in 2004 in 22, en in 2020 in 86 gebieden gemeten.
De droge depositie van ammoniak (dat deel dat niet door regen, maar als gas naar de grond komt) meet het RIVM via een COTAG-depositiemeetopstelling op vier locaties in verschillende soorten Natura 2000-gebieden: In het Bargerveen (hoogveen), in de Oostelijke Vechtplassen (laagveen), op de Hoge Veluwe (heide) en in het duingebied bij Heemskerk.
COTAG staat voor Conditional Time Averaged Gradient. Hierbij wordt ammoniak met een mast op twee verschillende hoogtes gemeten: op grondniveau en zes meter hoogte. Door stikstofdepositie is de concentratie boven de grond lager dan in de lucht. Indien voor de luchtturbulentie rekening wordt gehouden met meteorische omstandigheden gemeten met een anemometer kan de depositie worden berekend.

## Watermetingen
Metingen aan het oppervlakte- en grondwater bij landbouwbedrijven worden gedaan via het Landelijk Meetnet effecten Mestbeleid.

## Satellietmetingen
In oktober 2017 is het in Nederland ontwikkelde satellietinstrument TROPOMI gelanceerd aan boord van de Europese Copernicus-satelliet Sentinel-5P. Tropomi meet onder meer de hoeveelheid stikstofdioxide in de atmosfeer, met name afkomstig van verkeer en industrie. Deze hoeveelheid is uit de metingen af te leiden door een gedetailleerde analyse te maken van kleine verschillen in het gereflecteerde zonlicht aan de aarde en de atmosfeer. Het instrument bestaat uit een gemeenschappelijke telescoop, kalibratie-unit en vier spectrometers, ontwikkeld door TNO Industrie en Techniek en  Space Netherlands, in samenwerking met het KNMI en de ESA. Tropomi is het meest nauwkeurige meetinstrument ooit om de luchtkwaliteit vanuit de ruimte te meten.
Ammoniak, voornamelijk afkomstig van landbouwactiviteiten, wordt gemeten met het Crosstrack Infrared Sounder (CriS)-instrument dat op satellieten van de NASA vliegt (De Suomi NPP, NOAA-20 en JPSS-satellieten). De grootste hoeveelheid NH3 wordt hierbij gezien boven Noord-Brabant, de Gelderse vallei en het oosten van Nederland. In 2022 kondigde TNO aan te werken aan een specifiek  satellietinstrument voor metingen van ammoniakuitstoot.

## Overheidscijfers 1990-2022
De NH3 emissie in Nederland is in 2022 ten opzichte van 1990 met 65% gedaald. 
De emissie van stikstofoxiden in Nederland daalde met 72%. Het RIVM stelde in 2024 dat in 2022 in slechts 28% van de Natura 2000-gebieden de stikstofdeposities onder het plafond lagen. De rechtbank in Den Haag oordeelde in een rechtszaak aangespannen door Greenpeace op 22 januari 2025 dat het percentage van 28% in 2030 50% moet zijn. Dit op straffe van een dwangsom van 10 miljoen euro te betalen aan Greenpeace. Twee dagen later kwam het CBS met cijfers over 2023. Door de natte zomer was de stikstofuitstoot van de landbouw  met 14% gedaald.